# Missorium

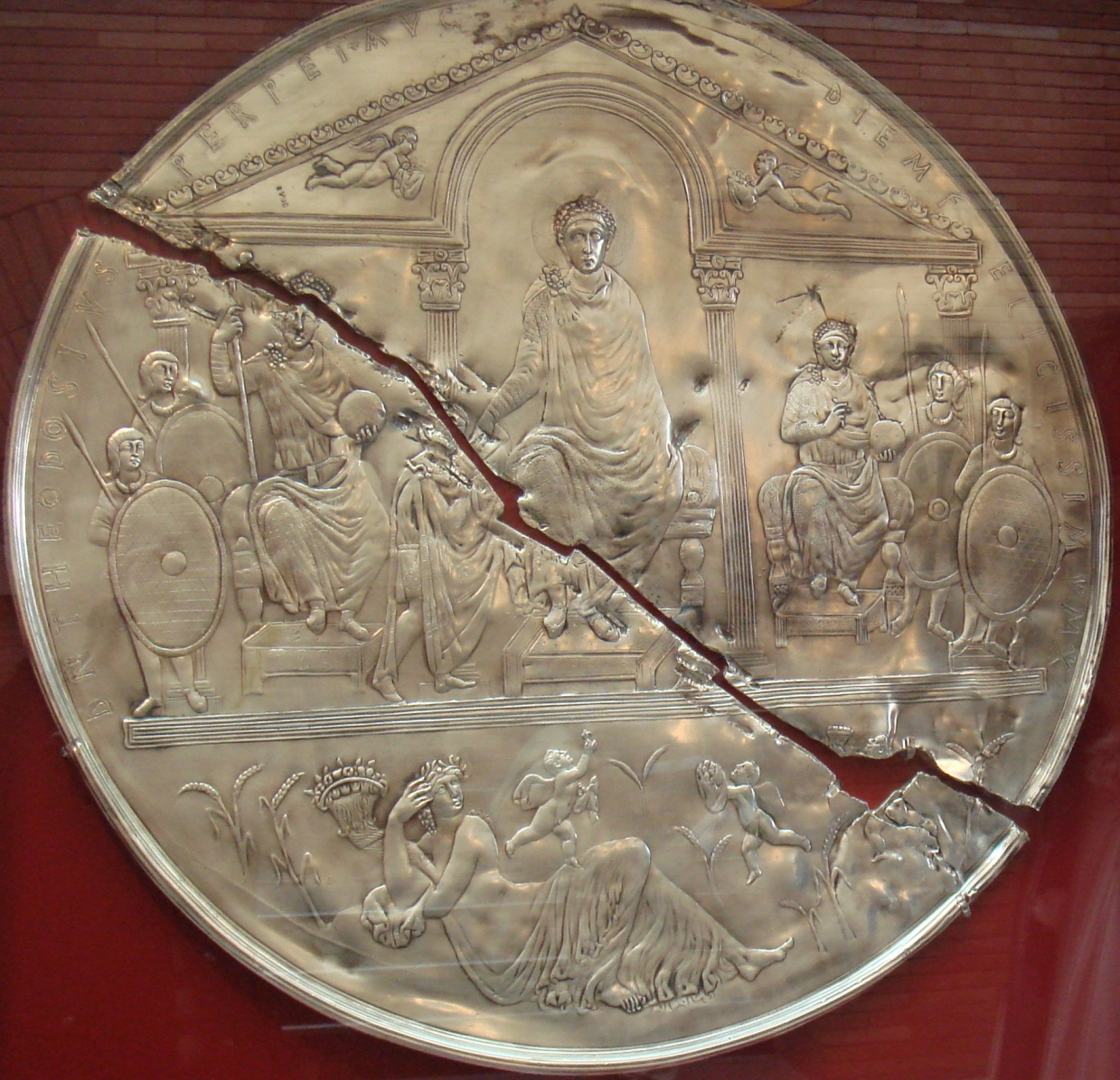
Das Theodosius-Missorium

Missorium ist eine Bezeichnung für eine Platte des spätrömischen Tafelgeschirrs, die Teil der Geschenkkultur dieser Zeit war. Dieser Begriff ist in der antiken Literatur erst seit der Spätantike bekannt, zuvor wurden entsprechende Geschirrteile etwa als lanx bezeichnet.

## Allgemeines
Die Herleitung des Begriffs ist nicht eindeutig zu klären, er wird sowohl von missus (mittere in der Bedeutung von „Sendung“) wie auch von mensa (Tisch) abgeleitet. Synonyme wie discus, lanx, mensura (?) oder patellica lassen auf die Form flacher Schalen schließen, die mit Bildern oder Edelsteinen versehen sein konnten und aus Gold oder anderen Metallen bestanden. Bei Isidor von Sevilla handelt es sich bei einem Missorium um ein Teil des Essgeschirrs, ein Serviergefäß. Nach der anekdotischen Überlieferung bei Cassiodor wird das Haupt von Johannes dem Täufer auf einem Missorium überbracht.

### Abgrenzungen

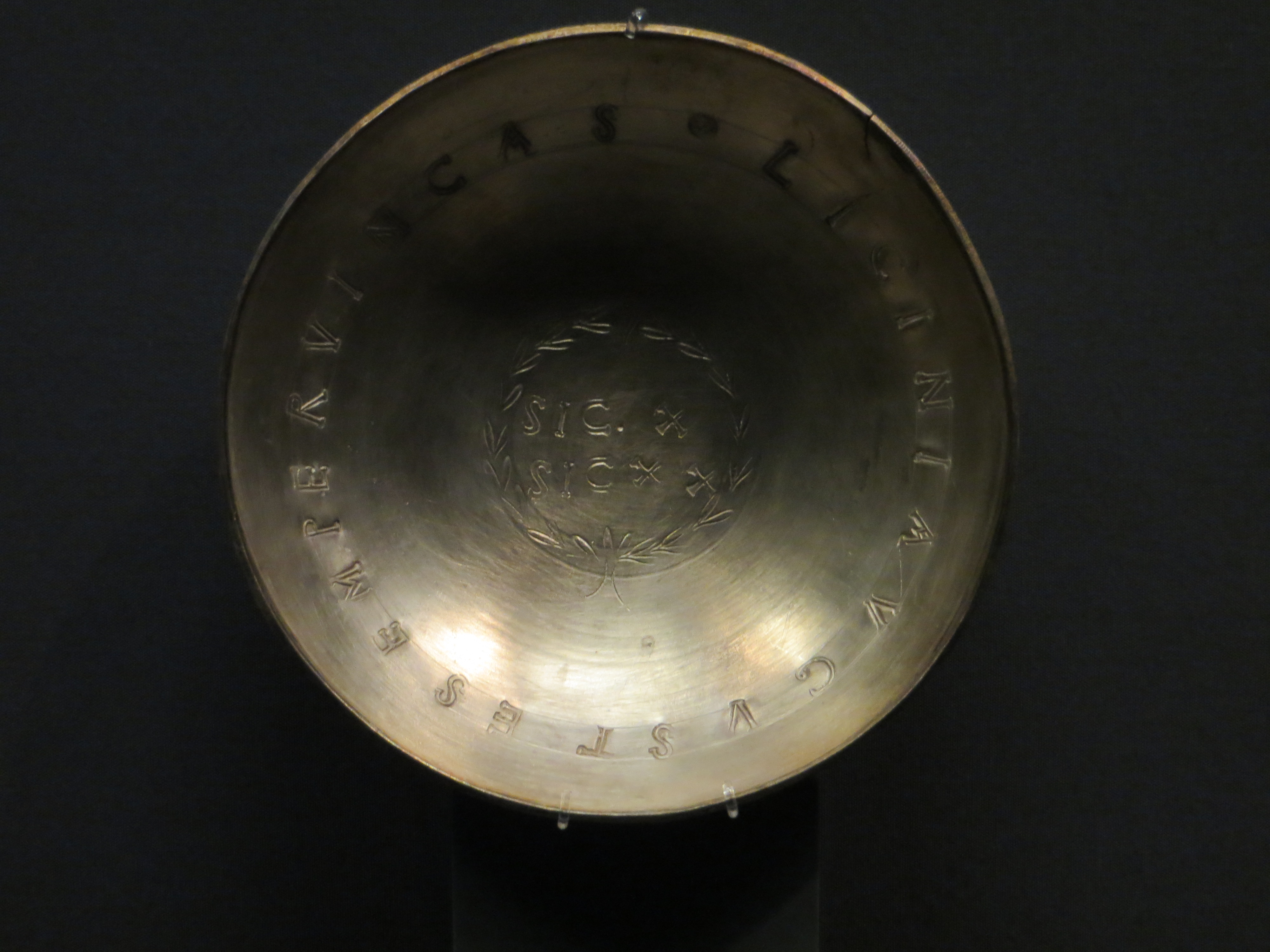
Largitionsschale des Licinius (Durchmesser 17 cm), gefunden in Niš, heute im Kunsthistorischen Museum in Wien

Aus archäologischen Funden der Spätantike und des frühen Mittelalters sind einige runde Platten und Schalen aus Silber bekannt, die nach Inschriften oder dem Bildprogramm zu schließen ursprünglich als Geschenk (im Sinne einer „Sendung“) hergestellt wurden. Allgemein werden diese als Largitionsschalen (von largitio) bezeichnet. Claudia Wölfel unterscheidet darüber hinaus bei den runden lances kleinere Exemplare mit einem Durchmesser von etwa 13–30 cm (vgl. etwa die Silberplatte von Großbodungen mit einem Durchmesser von 26 cm) von größeren, die 40–70 cm messen. Als Missorien gelten dabei nur die größeren Stücke.
Die unsichere Herleitung des Begriffes führt dazu, dass die Bezeichnung in der Forschung nicht einheitlich genutzt wird. So werden große Platten wie die "Plat au Lion" (auch "Bouclier d’Hannibal"), die mit einem Durchmesser von 72,9 cm und einem Gewicht von 10,1495 kg das Format einer Tischplatte hat (im Cabinet des Médailles in Paris) in der französischen Forschung ebenfalls als Missorium bezeichnet, obwohl sie nicht (eindeutig) als Geschenke gekennzeichnet sind.
Unabhängig von einer möglichen Funktion als Geschenk werden ältere große Platten wie die Lanx von Bizerta aus dem 2. Jahrhundert oder auch die im Gräberfeld von Stráže gefundene Lanx nicht als Missorium bezeichnet, da der Begriff in dieser Zeit noch nicht üblich war.

## Archäologie
Ein bedeutendes Beispiel spätantiker Toreutik ist das Theodosius-Missorium, das nach der Inschrift anlässlich des Thronjubiläums des Kaisers angefertigt wurde und dann an einen hohen Würdenträger verschenkt werden konnte. Die Anastasius-Platte aus dem Schiffsgrab von Sutton Hoo ist ebenfalls als kaiserliches Missorium des Anastasius (regierte von 491 bis 518) interpretiert worden. Eine weitere große Platte, das Missorium des vandalischen Königs Gelimer, zeigt, dass diese Geschenkpraxis wahrscheinlich nicht nur von römischen Herrschern gepflegt worden ist. Mit dem Missorium des Flavius Ardabur Aspar (Durchmesser 42 cm) ist ferner auch ein Stück bekannt, das nicht für einen Kaiser, sondern für einen hochrangigen Würdenträger (magister militum, patricius und im Jahr 434 auch Konsul) gefertigt wurde.

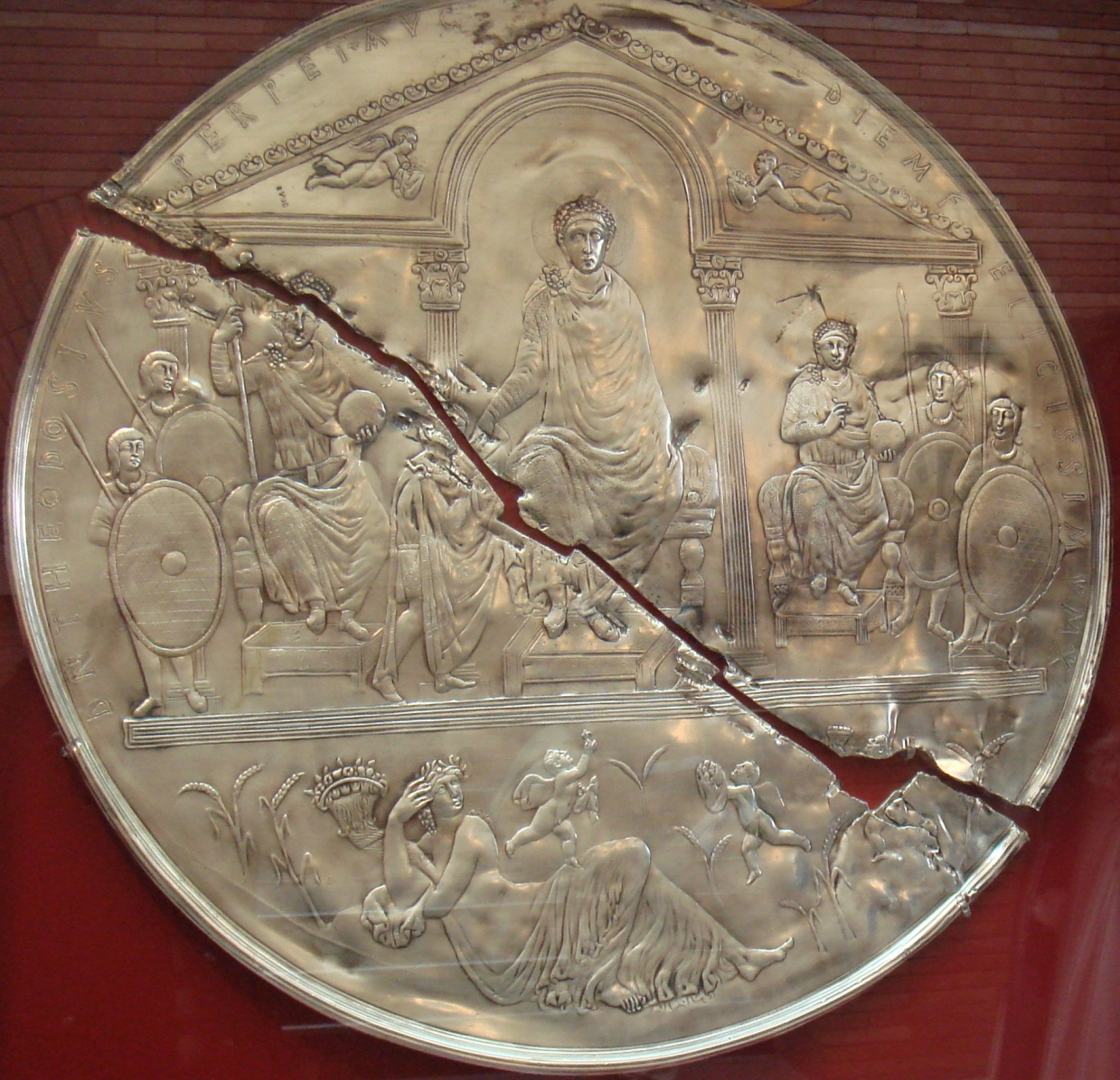
Theodosius-Missorium, Madrid
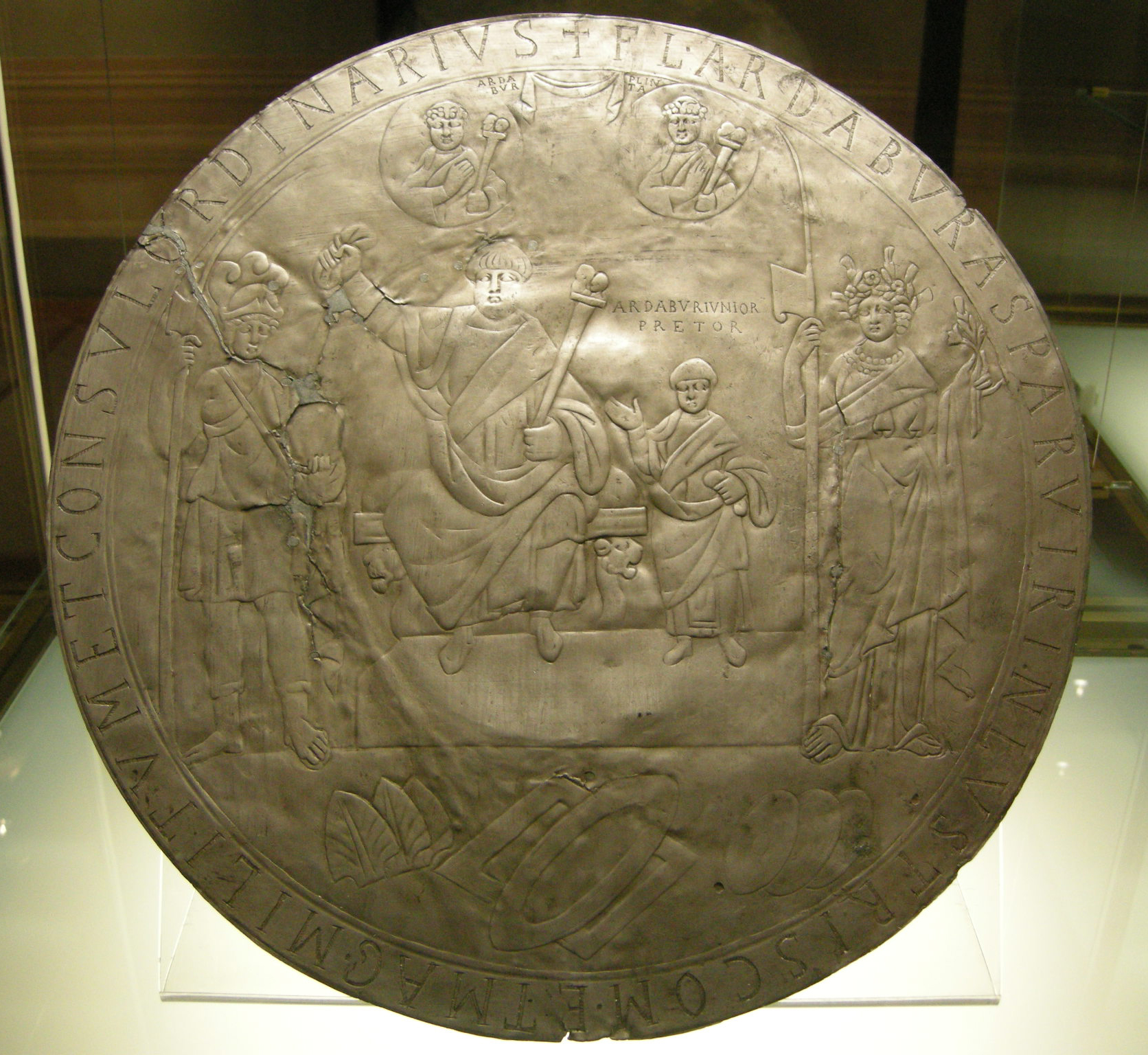
Missorium des Aspar, Florenz, Museo Archeologico Nazionale
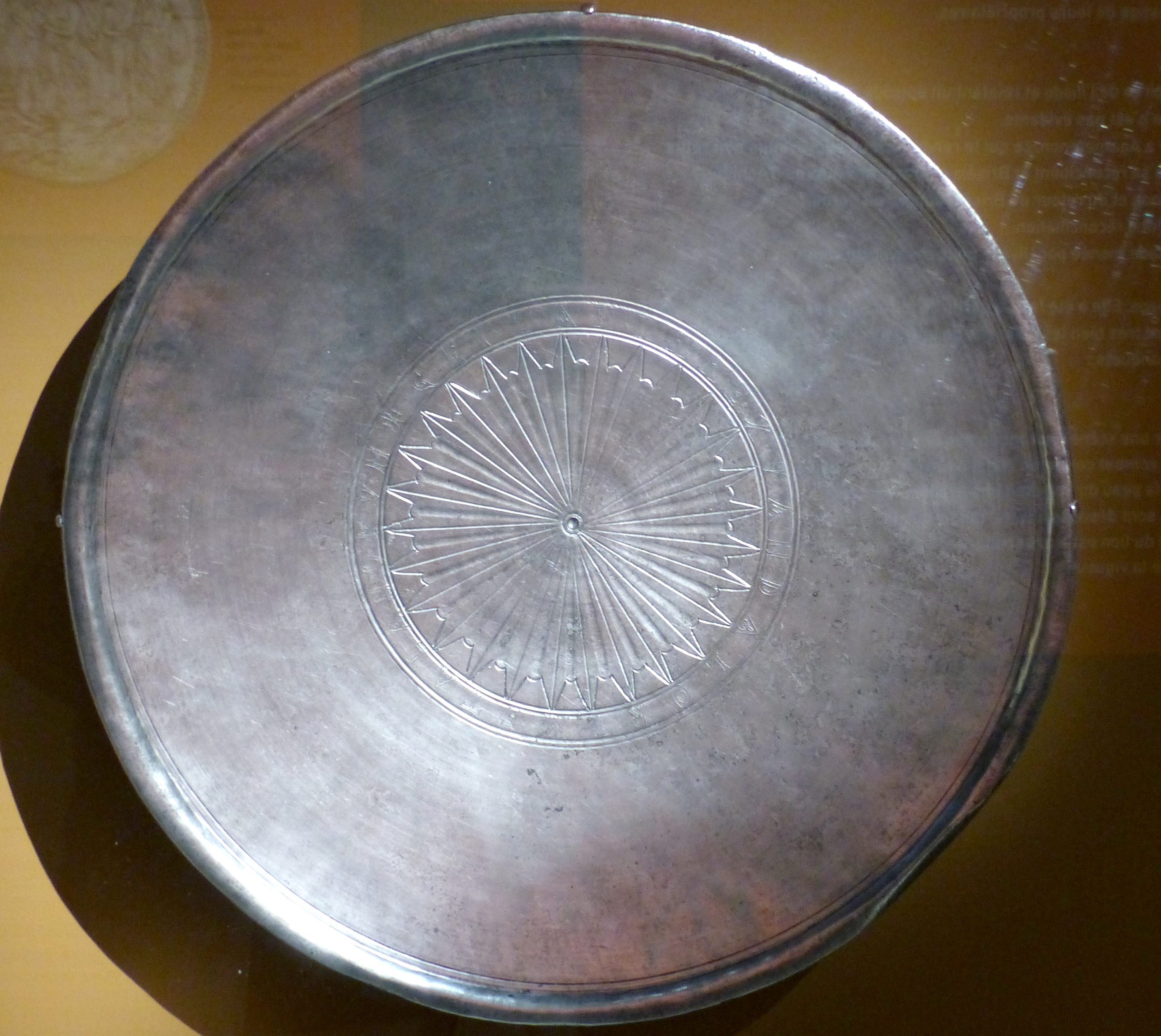
Gelimer-Missorium, Paris, Cabinet des Médailles